# Leopold Dippel
Prof. Dr. Leopold Dippel ( 4 de agosto de 1827 - † 4 de marzo de 1914) fue un botánico alemán.
Fue profesor en el "Colegio Superior Técnico" (hoy TUD) en Darmstadt, dando prácticas de Gabinete de Microscopía en Botánica (1871), de células y tejidos.
En 1874 fue director del Jardín Botánico de la Universidad Técnica de Darmstadt, que existía desde 1814, pero solo en 1874 se ubica en el actual lugar. Dippels se interesa en la Dendrología. Desarrolla también un Arboretum (lat. arbor) reuniendo una cantidad significativa de especies.
Fue un experto en exámenes de microscopios, probando equipos de Carl Zeiss, Engelbert y de Hensoldt.

## Honores

### Epónimos
- (Oleaceae) Fraxinus dippeliana Lingelsh. ex C.K.Schneid.[1]

- (Rosaceae) Crataegus dippeliana Lange[2]

- (Ulmaceae) Ulmus dippeliana C.K.Schneid.[3]

## Obra
- 1869. Das Mikroskop und seine Anwendung Band I. (1867) vol. II
- 1882. Das Mikroskop
- 1889. Handbuch der Laubholzkunde - Beschreibung der in Deutschland heimischen und im Freien kultivierten Bäume und Sträucher. Für Botaniker, Gärtner und Forstleute (1889 bis 1893 Teil I bis III)
- La abreviatura «Dippel» se emplea para indicar a Leopold Dippel como autoridad en la descripción y clasificación científica de los vegetales.[4]